# Muhammad ibn Fahd
Mohammad Bin Fahd Bin Abdul Aziz Al Saud (en árabe: الأمير محمد بن فهد بن عبدالعزيز آل سعود‎, Riad, 4 de enero de 1950-Riad, 28 de enero de 2025) fue un príncipe, político y filántropo saudita que se desempeñó como gobernador de la Provincia Oriental de Arabia Saudita de 1985 a 2013.

## Biografía
Mohammad Bin Fahd Bin Abdul Aziz Al Saud (en árabe: الأمير محمد بن فهد بن عبدالعزيز آل سعود‎) era el segundo hijo del rey Fahd bin Abdul Aziz al-Saud. Fue una de las figuras más destacadas de la segunda generación de la familia real de Arabia Saudita.
Nació en Riad y recibió su educación general en el Model Capital Institute (Instituto del Capital Modelo) que fundó el difunto rey Abdul Aziz bin Abdul Rahman Bin Faisal Al Saud en el año 1941, para enseñarles a sus hijos el Corán, la teología islámica, el idioma y la literatura árabes, y matemáticas. Se designaban eruditos de élite para enseñarles a los niños de la realeza. Muchos príncipes destacados se graduaron de este instituto y se les delegaron cargos públicos distinguidos y funciones de liderazgo. Mohammad Bin Fahd continuó su educación universitaria en la Universidad de California en Santa Bárbara, en donde se graduó de licenciado en Economía y Ciencias Políticas. Después de su graduación, se desempeñó en el sector privado y, luego, realizó múltiples trabajos públicos.
Contrajo nupcias con Jawaher Bint Nayef Bin Abdul Aziz, y tuvieron seis hijos: Turki (1979), Khaled (1984), Abdul Aziz (1991), Nouf (1975), Noura (1981) y Mashael (1988).
Bin Fahd desarrolló un gran interés en diversas causas sociales y humanitarias. Entre estas iniciativas, se encuentran el Programa Príncipe Mohammad Bin Fahd para el Desarrollo Juvenil, que recibió el premio de la ONU a las Mejores Prácticas para Mejorar las Condiciones de Vida en 2002 en el emirato de Dubái, así como el premio Sharjah al Trabajo Voluntario en 2007. Creó una fundación a fin de abarcar todos sus programas e iniciativas bajo un mismo ámbito administrativo.
Asimismo, fundó una universidad privada con estándares internacionales en la Provincia Oriental de Arabia Saudita, y le ofreció a la universidad todo el apoyo, la guía y la supervisión necesarios para hacer de ello un proyecto exitoso. Las personas de la Provincia Oriental la nombraron Prince Mohammad Bin Fahd University (Universidad Príncipe Mohammad Bin Fahd).
Con ocasión del 25.° aniversario del gobierno de la Provincia Oriental, el pueblo de allí le dedicó un libro llamado Prince Mohammad Bin Fahd Bin Abdul Aziz: 25 Years of History of the Eastern Province (Príncipe Mohammad Bin Fahd Bin Abdul Aziz: 25 años de historia en la Provincia Oriental). El libro presentaba la visión de Bin Fahd para su provincia e incorporaba sus deberes públicos con su enfoque a fin de secundar la planificación gubernamental para el crecimiento y el desarrollo. 